# 苦远志
苦远志（学名：Polygala sibirica var. megalopha）为远志科远志属下的一个变种。

## 扩展阅读
- 維基物種上的相關：苦远志